# Kōtetsu (1869)
El Kōtetsu (en japonés: 甲鉄, lit. 'Blindado'), luego renombrado Azuma (東, «Este» u «Oriente»), fue el primer acorazado de tipo Ironclad de la Armada Imperial Japonesa. Era un Ironclad con espolón construido en el astillero Arman, en Burdeos (Francia).
De azarosa vida, fue construido entre 1863 y 1864 bajo el nombre Sphinx como un encargo encubierto para la Armada de los Estados Confederados (CSN), que lo renombraría como Stonewall, tras pasar por la armada danesa como el Stærkodder. Tras la guerra de secesión, el buque sería retenido por los españoles en Cuba y finalmente vendido a la Armada de los Estados Unidos, que a su vez lo transfirió al shogunato Tokugawa en febrero de 1869.
Tuvo un rol decisivo en la batalla naval de Hakodate en mayo de 1869, que marcó el final de la guerra Boshin y el completo establecimiento de la Restauración Meiji. Es considerado una pieza clave en la fundación de la armada Imperial Japonesa previa a los navíos de construcción nacional.
Su buque gemelo Cheops fue vendido a la Marina Prusiana, convirtiéndose en el Prinz Adalbert.

## Diseño

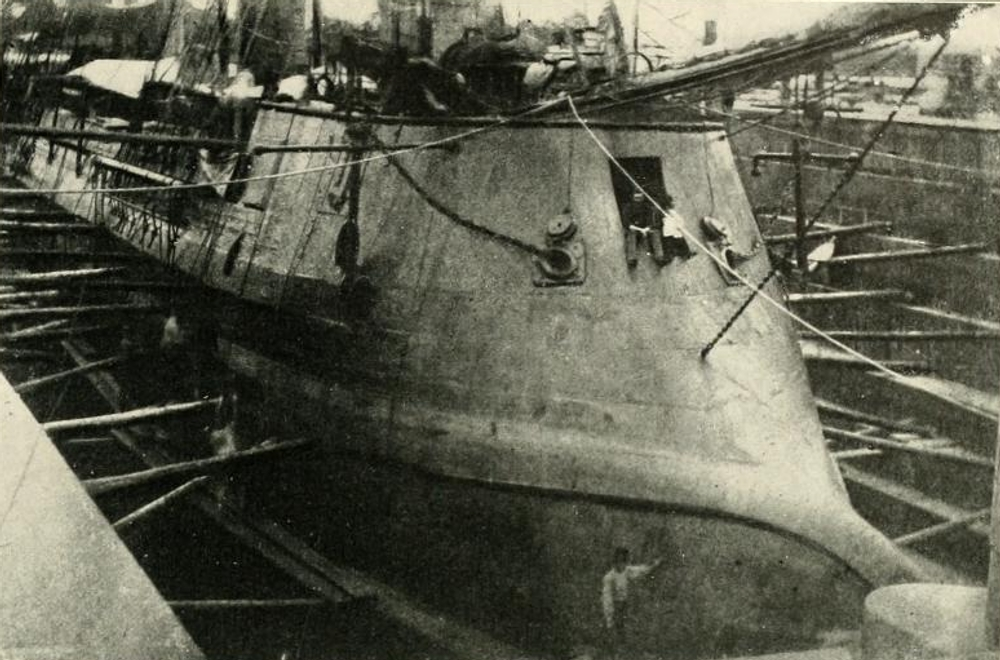
Batería principal del Kōtetsu

Medía 50,5 m de largo entre perpendiculares y tenía una longitud total de 56,9 m, incluido su prominente espolón. El buque tenía una manga de 9,9 m y un calado de 4,3 m. Se desplazaba 1390 toneladas largas (1410 t) y su tripulación era de 135 personas entre oficiales y marinería. Para mejorar su maniobrabilidad, el barco estaba equipado con timones gemelos, lo que transmite mayores movimientos al timonel y acelera la llegada de las posiciones de la rueda de timón a la zona de timón.
Su batería principal consistía en un solo cañón Armstrong de 300 libras (254 mm) ubicado en la torreta de proa en un soporte giratorio. La torreta fija tenía tres o cinco puertos de armas. Un par de cañones Armstrong RML de 70 libras (163 mm) se colocaron en la torreta fija ovalada a popa del palo mayor, con una montura de pivote en cada costado disparando a través de dos puertos de cañón. Cuando lo adquirieron finalmente los japoneses, quitaron uno de los cañones de 70 libras y agregaron un par de cañones Armstrong de 6 libras, cuatro cañones de campaña de 4 libras y una ametralladora Gatling.

## Historial

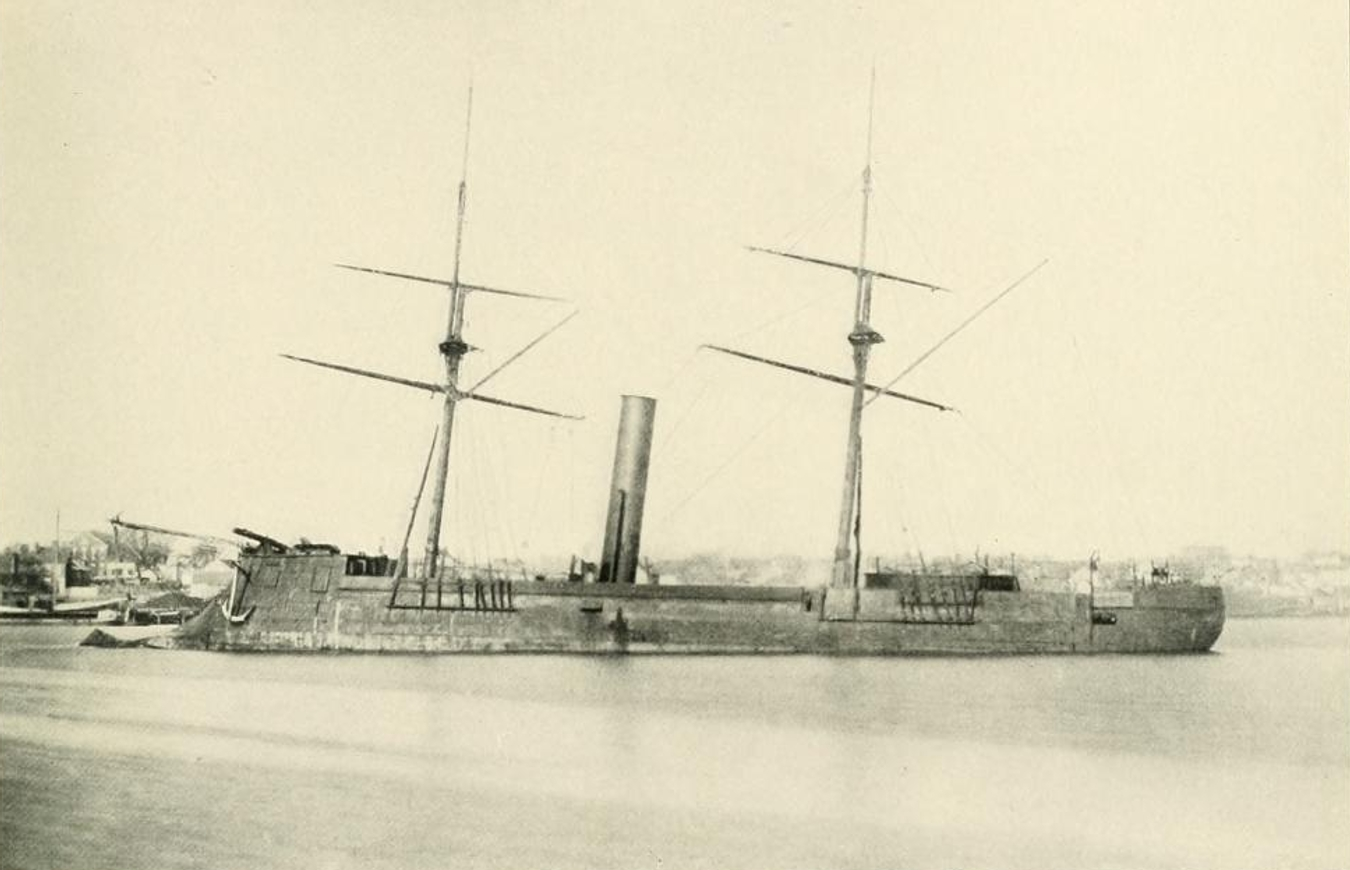
El Stonewall ya como parte de la armada de Estados Unidos.

En junio de 1863, John Slidell, comisionado de los Estados Confederados, consultó al emperador Napoleón III sobre la posibilidad de construir buques de guerra en Francia. Aunque hacerlo supondría ir contra las propias leyes francesas, tanto Slidell como su agente, James D. Bulloch, estaban seguros de que el emperador francés se las arreglaría para eludir sus propias leyes, pues ya el año anterior, en 1862, habían conseguido comisionar ilegalmente 4 barcos para la Confederación: Louisiana, Mississippi, Texas y el Georgia. Finalmente, Napoleón III aceptó que se construyesen buques de guerra para la causa confederada con la condición que los destinos reales de los proyectos quedasen en secreto. Así, Bulloch consiguió encargar, supuestamente para la Armada egipcia, el Sphinx (en inglés: Esfinge), futuro CSS Stonewall, y el Cheops (en honor al faraón Keops, que ordenó la construcción de la Gran Pirámide de Guiza), que jamás llegó a formar parte de la Armada confederada. Tras conseguir encargar los barcos al conocido constructor de naves Lucien Arman, del puerto de Burdeos (a quien ya había encargado el Louisiana y el Mississippi supuestamente para la armada japonesa bajo los nombres de Osaka y Yedo), el agente Bulloch consiguió que el armamento destinado a los barcos se manufacturase por separado, para minimizar sospechas.
Antes de la entrega de ambos barcos, un empleado del astillero fue a la oficina estadounidense en París y presentó documentos al embajador John Bigelow que revelaban que Arman había obtenido una autorización fraudulenta para construir los barcos para los agentes confederados. El gobierno francés bloqueó la venta en diciembre de 1863 y Napoleón III sugirió hacer las ventas a los daneses, austriacos o prusianos, que se encontraban en ese momento en una situación de tensión tan grande que acabó desembocando en la guerra de los Ducados. El Folketing (Parlamento de Dinamarca), ante el inminente estallido bélico, autorizó la compra de nuevos barcos blindados, en especial ironclads, a comienzos de 1864 y encargó a Otto Suenson, director del Orlogsværftet (en danés: «Astillero militar», principal puerto de la Real Armada danesa) la compra de los mismos a Francia, por lo que éste pujó por ambos barcos consiguiendo asegurar la compra del Sphinx el 31 de marzo de 1864, rebautizado como Stærkodder, pero Prusia (que estaba en el otro bando de la guerra) se aseguró de pujar por el Cheops para evitar que los daneses se hiciesen con los dos buques y de paso contar con una escuadra capaz de romper el bloqueo danés en la desembocadura del Elba, puesto que el bloqueo del mar del Norte era más laxo que el del mar Báltico.
Una tripulación danesa salió con el barco de Burdeos el 21 de junio de 1864. La tripulación probó el barco mientras tenían lugar las negociaciones finales entre los hermanos Arman y el Ministerio de la Armada Danesa. Las negociaciones, muy salpicadas por supuestos problemas del barco y retraso en la entrega del armamento del buque (pues el mismo se había construido sin emplazar las armas para disimular su verdadero destino original), se rompieron el 30 de octubre del mismo año, aunque el buque ya había llegado a Copenhague el 25 de octubre. El gobierno danés se negó a renunciar al barco, aduciendo confusión en los desacuerdos de las negociaciones. El barco se quedó en el astillero de Orlogsværftet desde el 10 de noviembre hasta comienzos de 1865. 

### Carrera confederada
El 6 de enero de 1865, los confederados, que llegaron a un acuerdo de pago con Lucian Arman, recibieron el Stærkodder, ya que los daneses no habían realizado el pago al constructor francés. La tripulación confederada decidió salir ese mismo día, pues empezaban a necesitar desesperadamente romper el bloqueo de la Unión. Ese día, una tripulación confederada bajo el mando del teniente Thomas Jefferson Page salió con el barco, que aún tenía un capitán danés de Orlogsværftet, hacia América; aunque el mal tiempo les obligó a hacer una parada en Elsinor. Continuó su viaje a través de la costa francesa cogiendo munición, víveres y marineros. En algún momento del viaje, el barco fue renombrado como Stonewall y el teniente Page adquirió el mando de la nave en lugar del capitán danés. Cuando estaban cruzando el golfo de Vizcaya, la alta mar dañó el barco que se encontraba ya rumbo a Madeira. Este imprevisto le obligó a detenerse en el puerto español del Ferrol. Las numerosas paradas en el viaje, que tomaron un par de meses, le dieron tiempo a la Unión para saber la localización del buque.

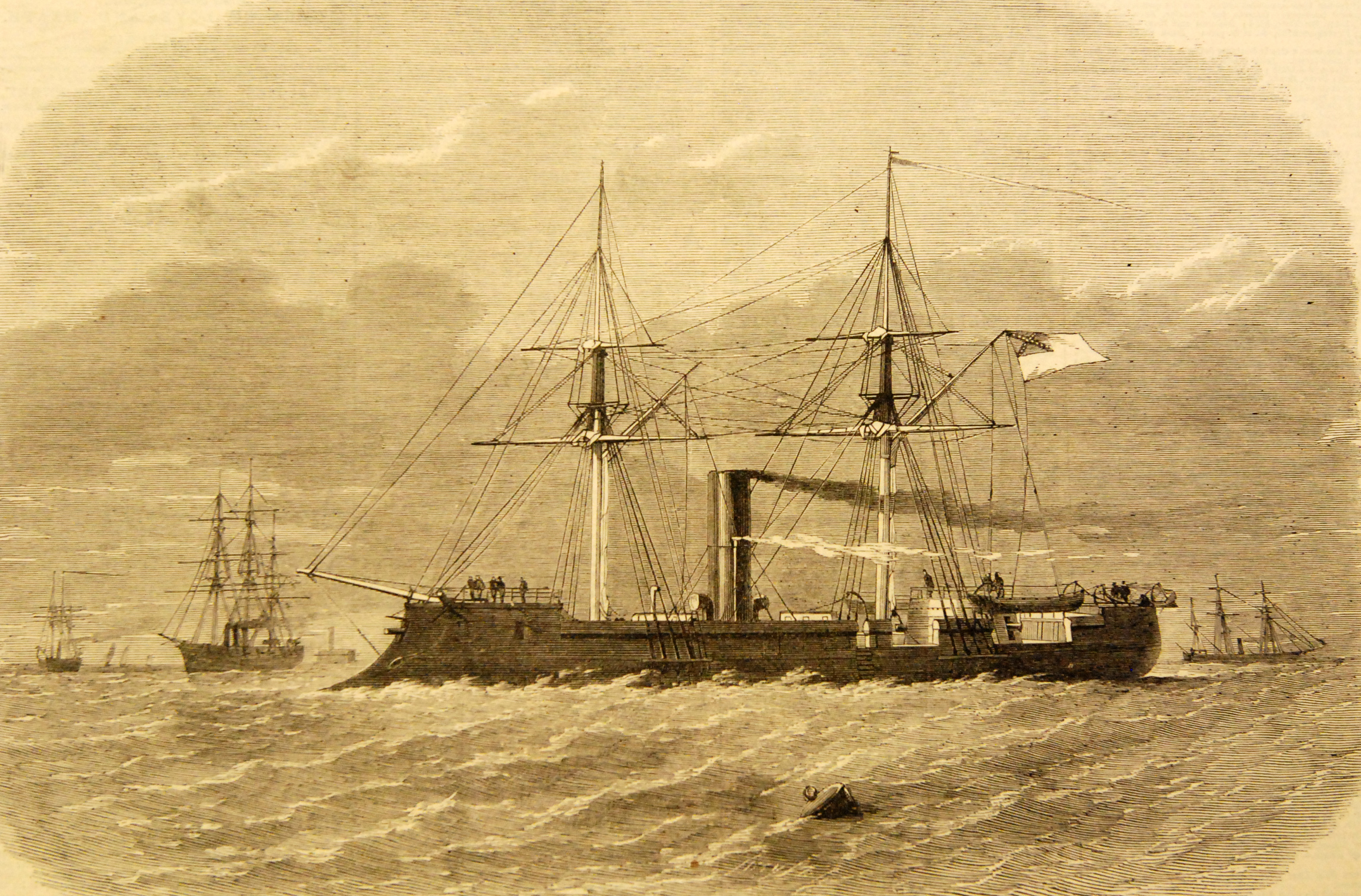
Imagen aparecida en The Illustrated London News el 15 de abril de 1865. Muestra al Stonewall saliendo de Lisboa. A la izquierda se aprecian la Sacramento y la Niagara, entre esta segunda y el ironclad se ve el fuerte de San Julián y a la derecha la Sagres.

A finales de febrero y en marzo, la Unión envió a la fragata USS Niagara y a la balandra de guerra USS Sacramento bajo el mando del capitán Thomas T. Craven que mantuvieron vigilado al Stonewall desde la distancia cuando este se encontraba terminando sus reparaciones en La Coruña. El 24 de marzo, Page salió al mar preparado para enfrentarse a ambos buques, pero estos, que estaban sin armamento, declinaron el combate, que estaba siendo un espectáculo esperado por la población local, según lo recogía La Soberanía Nacional, periódico que también indicó que los oficiales del Stonewall, Thomas J. Page, y de la Niagara, William B. Gould, habían sido compañeros sirviendo en el mismo buque antes de la guerra de secesión.
Tras esta intentona, el gobierno español decidió enviar una de las mejores fragatas con las que contaba para escoltar al Stonewall hasta un puerto portugués asegurándose que no ponía en peligro la neutralidad española.
Page se dirigió a Lisboa para aprovisionarse del carbón suficiente con el que cruzar el Atlántico. Su presencia en la capital lusa casi desata un conflicto diplomático entre el gobierno portugués y el estadounidense, dado que tras la entrada del buque al puerto de Lisboa el 26 de marzo y la retirada de la fragata española, el gobernador del fuerte de Belém pensó que la Niagara y la Sacramento, que perseguían al Stonewall y llegaron al día siguiente, dispararían al buque confederado en el puerto (incluso alguna fuente contemporánea indica que le llegaron a disparar una primera salva), poniendo en peligro la neutralidad portuguesa, por lo que abrió fuego contra ellas.
Tras lo ocurrido, recogido en los periódicos por el noticiario británico The Illustrated London News en abril y repetido por el estadounidense Harper's Weekly en mayo, el gobierno portugués se disculpó con el estadounidense a través del embajador de estos para Portugal, James E. Harvey, que había hecho grandes amenazas diplomáticas al punto de exigir el relevo del responsable de los disparos y el saludo oficial a la bandera de Estados Unidos con amenazas de romper las relaciones diplomáticas en caso de no llegar a un acuerdo. El gobierno portugués aceptó y relegó al gobernador del fuerte de su cargo y dio al ironclad 24 horas para abandonar el puerto de Lisboa a la vez que ordenaba a la corbeta Sagres monitorizar al buque desde el estuario del Tajo.
Durante la travesía por el Atlántico, la armada de la Unión quiso enviar al USS Monticello, un vapor a hélices que había participado en la expedición a Little River (un afluente del río Misisipi) en febrero, habiendo llegado hasta Nueva Madrid, también partícipe de la persecución del CSS Florida. Finalmente no fue necesario mandar a interceptar el barco por el fin de la guerra. El Stonewall llegó a Nasáu, capital de Bahamas, el 6 de mayo de 1865 donde fue recibido con honores y ceremonia diplomáticas. Desde allí partió hacia el puerto español de La Habana, en Cuba, el 8 de mayo, donde el teniente Page esperaba llevar a cabo una revisión completa del buque tras la larga travesía antes de dirigirse a combatir el bloqueo; sin embargo, tras la travesía que rodeó por el sureste la isla de Andros para evitar acercarse a la costa confederada, llegó a La Habana el 11 de mayo para descubrir que la guerra había acabado el mes anterior.
El 15 de mayo llegaron barcos de la Unión al puerto de La Habana para reclamar el Stonewall para la armada de los Estados Unidos a lo que inicialmente Page se negó. Dos barcos estadounidenses más llegaron para forzar la entrega a lo largo del mes, por lo que el teniente Page decidió vender el barco al Capitán General de Cuba por 16 000 dólares. El riojano Domingo Dulce y Garay aceptó, aunque nada más adquirirlo ofreció la venta a Estados Unidos por la misma cantidad, pues su postura abolicionista le hacía simpatizar bastante con Abraham Lincoln. Inicialmente no se aceptó el acuerdo, dado que los Estados Unidos exigieron la devolución del barco como si perteneciese a su propia armada desde el principio, algo a lo que el capitán general se negó. Finalmente, a través de la mediación del ministro plenipotenciario español ante Estados Unidos Gabriel Tassara con el Secretario de Estado estadounidense William H. Seward, se aceptó la venta por el mismo precio adquirido de 16 000 dólares estadounidenses en septiembre de 1865. La armada estadounidense lo adquirió, aunque no hizo efectivo el pago hasta el 4 de noviembre de aquel año.

### Carrera japonesa
El shogunato Tokugawa, un tipo de gobierno de corte militar dictatorial que gobernaba el Japón unificado bajo el mando del clan Tokugawa desde 1603, buscaba modernizar la flota de buques nipona con barcos modernos. Por esa razón se enviaron representantes a Estados Unidos en 1867, buscando comprar excedentes de buques. El enviado interino, Ono Tomogoro, vio el Stonewall en el Washington Navy Yard (en inglés: Astillero Naval de Washington) en mayo e hizo una oferta formal al gobierno estadounidense para la adquisición del ironclad. La compra se fijo en 40 000 dólares (un 250 % más caro del precio pagado por él dos años antes). Tras la firma, el enviado japonés entregó 30 000 dólares para que el buque fuera entregado el 5 de agosto de 1867 siendo renombrado como Kōtetsu.
Tras el desembolso del primer pago, el ya Kōtetsu salió del puerto de Washington con una tripulación estadounidense bajo el mando del oficial William B. Cushing rumbo al Pacífico por la ruta del mar de Hoces, aunque finalmente atravesaron el cabo de Hornos. El resto de la ruta directa del Pacífico se hizo hasta Japón con las paradas mínimas y sin necesidad de mayores reparaciones.
Hay otra versión del viaje del buque desde Washington, EE. UU. hasta Japón indicando que la travesía fue dirigida por el comandante Brown, probablemente el futuro almirante George Brown, a través del cabo de Buena Esperanza. El resto de referencias hablan del viaje a través del Pacífico, por lo que no tendría sentido esta versión, cuyo origen es una publicación periodística del reverendo E. R. Hendrix en el periódico local de Misuri, St. Joseph News, más tarde republicado en otros periódicos como el The news and herald de Carolina del Sur. En la referencia hay otros datos disonantes como que el precio original acordado entre el enviado del sogunato y el gobierno estadounidense fue de 1 500 000 de dólares estadounidenses.
Cuando el barco llegó al puerto de Shinagawa, el 22 de enero de 1868, la guerra Boshin ya había comenzado ese mismo mes entre las fuerzas del sogunato y las pro-imperiales, un conflicto en el que Estados Unidos optaría por una postura neutral, por lo que detuvo la entrega de todo tipo de material militar, incluido el Kōtetsu, no aceptando el último pago de 10 000 que iban a ser entregados una vez el buque arribase a puertos nipones. El barco había llegado a puerto bajo bandera japonesa, pero con tripulación estadounidense, por lo que el embajador de los Estados Unidos, Robert B. Van Valkenburg, ordenó que volviera a estar bajo bandera estadounidense. El Kōtetsu fue finalmente entregado al nuevo gobierno Meiji a principios de marzo de 1869 tras el desembolso por parte de este de los 10 000 dólares todavía adeudados.

#### Guerra Boshin

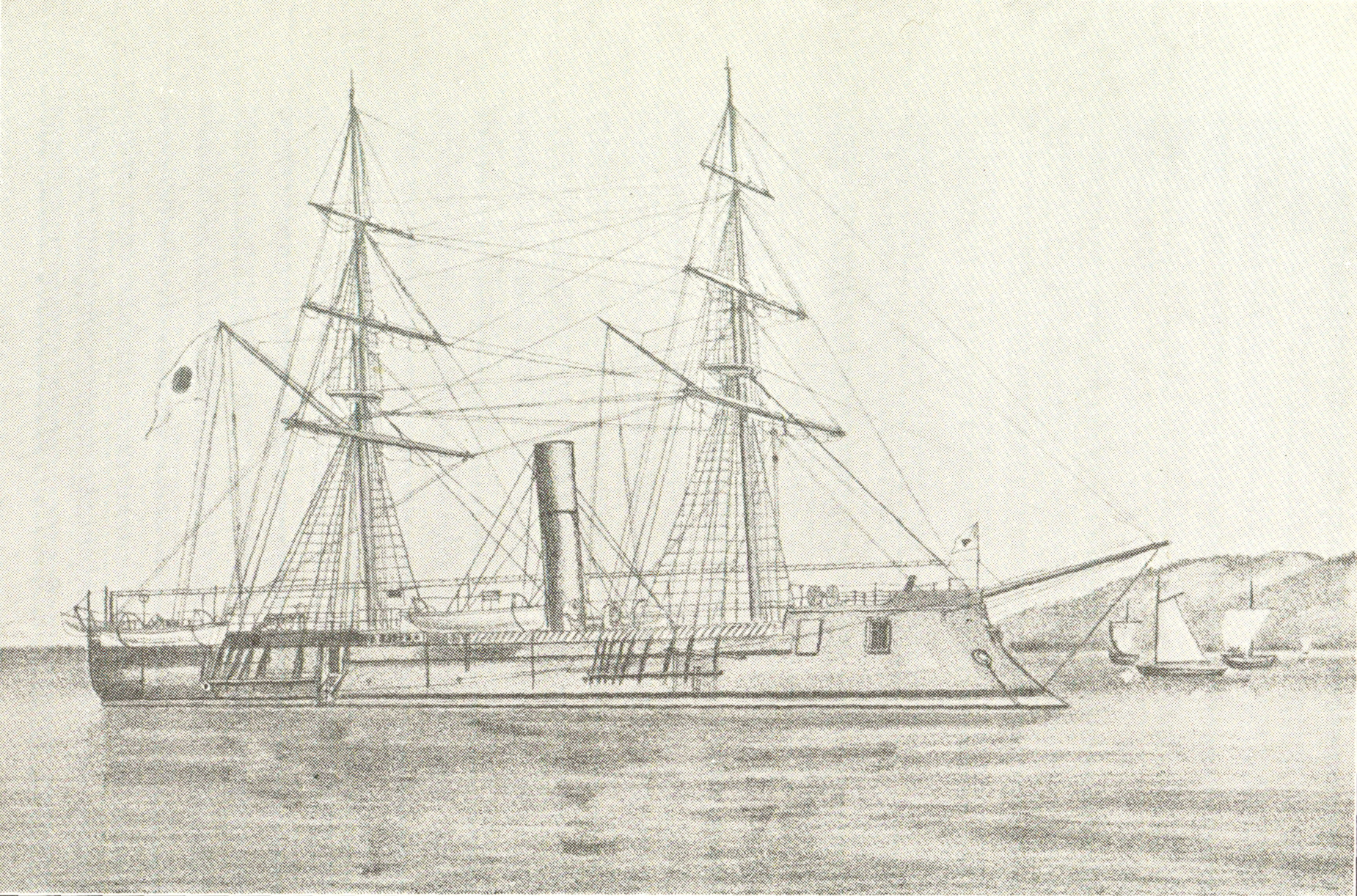
Dibujo del Azuma con el pabellón japonés.

Antes de que el Kōtetsu fuese entregado al nuevo gobierno japonés, el almirante del sogunato Tokugawa Enomoto Takeaki se negó a entregar sus buques de guerra al nuevo gobierno después de la rendición del Castillo de Edo, y escapó a Hakodate, en Hokkaidō, con el resto de la Armada Tokugawa y un puñado de asesores militares franceses liderados por Jules Brunet. Su escuadra de ocho buques de guerra a vapor era la más fuerte de Japón en aquel momento. El 27 de enero de 1869, los leales a Tokugawa declararon la fundación de la República de Ezo y eligieron a Enomoto como presidente. El gobierno Meiji se negó a aceptar la partición de Japón y envió su recién formada Armada Imperial Japonesa, que consistía en el Kōtetsu como buque insignia y una colección de varios buques de guerra a vapor que habían sido aportados por los diversos dominios feudales leales al nuevo gobierno. El 25 de marzo de 1869, durante la batalla naval de Miyako, el Kōtetsu rechazó con éxito un intento de abordaje naval nocturno por sorpresa por parte del buque rebelde Kaiten (nutrido por supervivientes del Shinsengumi), haciendo uso principalmente de una ametralladora Gatling montada a bordo.
El Kōtetsu posteriormente apoyó la invasión de Hokkaidō y varios enfrentamientos navales en la batalla naval de Hakodate, durante los cuales la escuadra imperial neutralizó la totalidad de la flota de Ezo. Una anécdota del Kōtetsu durante los enfrentamientos en Hakodate es que al bombardear la ciudad para preparar la invasión por tierra, una de las bombas acertó en la residencia de Thomas Blakiston, un naturalista inglés que estaba estudiando las diferencias de fauna entre Hokkaidō y Honshu.

### De buque insignia a tercera clase
Tras el final de la Guerra Boshin en agosto de 1870, el Kōtetsu fue clasificado como buque de guerra de tercera clase el 15 de noviembre de 1871 y fue renombrado como Azuma el 7 de diciembre. En enero de 1873, su capacidad de lucha fue revaluada como baja. Azuma fue asignado a proteger Nagasaki durante la rebelión de Saga en febrero de 1874 y participó en la expedición a Taiwán de mayo de 1874, donde el buque insignia fue otro acorazado, el Ryūjō, un ironclad de construcción británica. El 19 de agosto encalló en Kagoshima durante un tifón, pero fue reflotado y reparado en el Arsenal Naval de Yokosuka.
Durante la Rebelión de Satsuma de 1877, fue capitaneado por el futuro Jefe del Estado Mayor de la Armada Imperial, Inoue Yoshika, que el año anterior había realizado el primer viaje de larga distancia con el primer buque de guerra moderno de producción nacional, la corbeta de guerra Seiki. El Azuma solo estuvo asignado a tareas de protección y vigilancia en el mar Interior de Seto durante toda la rebelión que tuvo lugar exclusivamente en Kyūshū, haciendo innecesarias las grandes operaciones navales.

#### Fin de su carrera
En 1882, el arsenal Naval de Yokosuka botó el Katsuragi, el primer buque de su clase de producción nacional. Era una fragata de hélice que dejó obsoletos tanto al Kōtetsu como al Ryūjō (el segundo acorazado que Japón adquirió en 1870).
A comienzos de 1888, la inminente botadura del tercer buque de la clase Katsuragi, el Musashi precipitó la transición de la armada imperial al uso de buques más modernos, por lo que el Azuma fue eliminado de la lista de la marina el 28 de enero de 1888, y posteriormente se vendió para su desguace el 12 de diciembre de 1889. Su blindaje fue reutilizado para hacer los ejes de armadura en los generadores eléctricos en la central térmica de Asakusa, construida en Tokio en 1895.